# Club de Golf Valderrama
Real Club Valderrama es un campo de golf situado en San Roque, provincia de Cádiz, Andalucía (España). Es considerado el mejor campo de la Europa continental.

## Diseño
En 1984, el industrial Jaime Ortiz-Patiño compró por 2.000 millones de pesetas al sultán de Brunéi el 50% del entonces Campo de Las Aves y con la ayuda del diseñador Robert Trent Jones lo transformó en el Club de Golf Valderrama. Posee uno de los mejores pares 5 del mundo, el hoyo 17, así como varios pares 3 de lo más emblemáticos.

## Eventos albergados
- Open de España Femenino: 1982.
- Ryder Cup: 1997 (primera vez que se celebraba en Europa continental).
- WGC-Campeonato American Express: 1999 y 2000.
- Volvo Masters: 1988-1996 y 2002-2008.
- Andalucía Valderrama Masters: 2010, 2011, 2017-2022.
- Open de España: 2016.
- LIV Golf Valderrama: 2023.